# Andrew Jackson

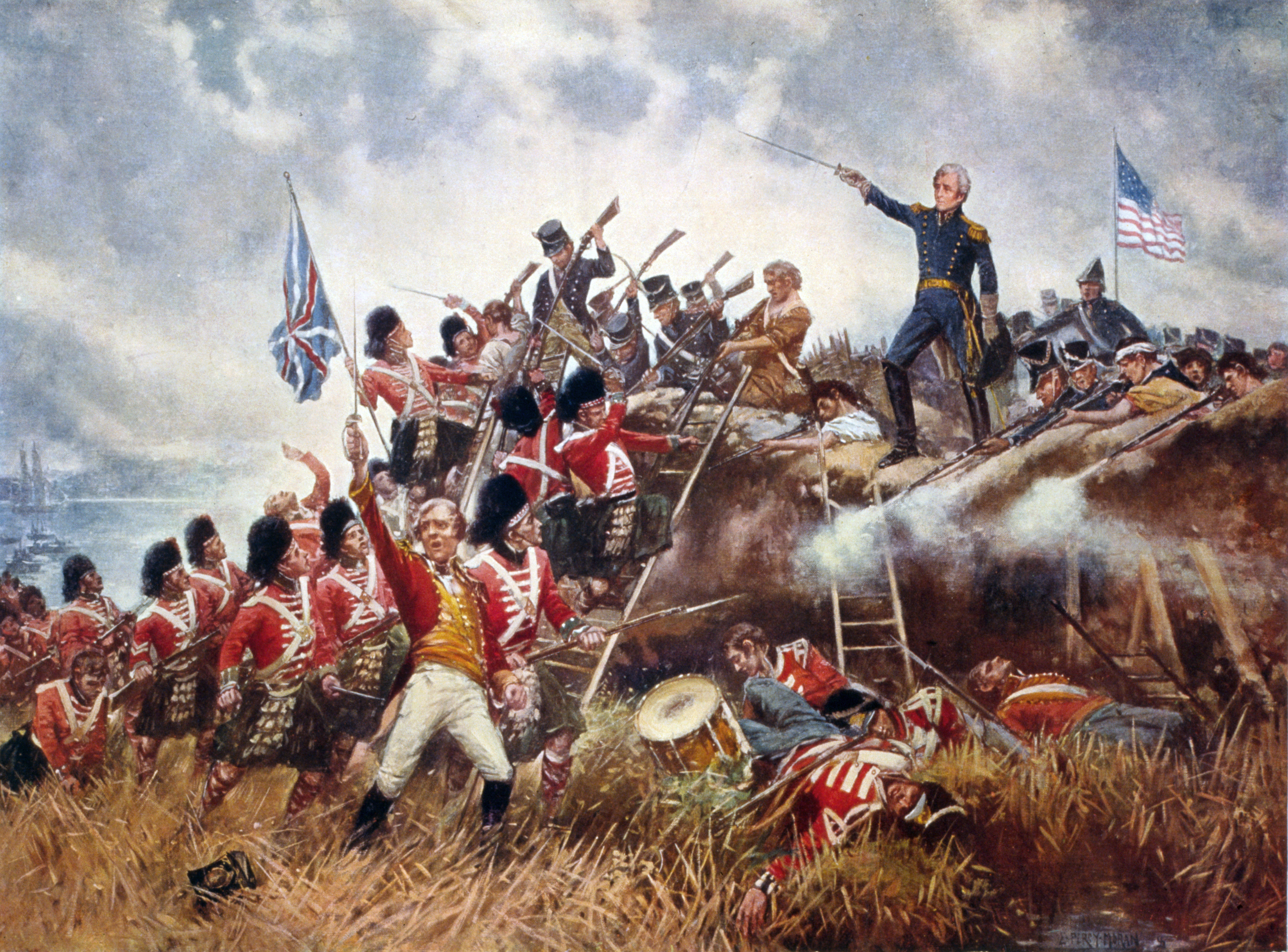
Romantiserad framställning av segern vid New Orleans 1815.

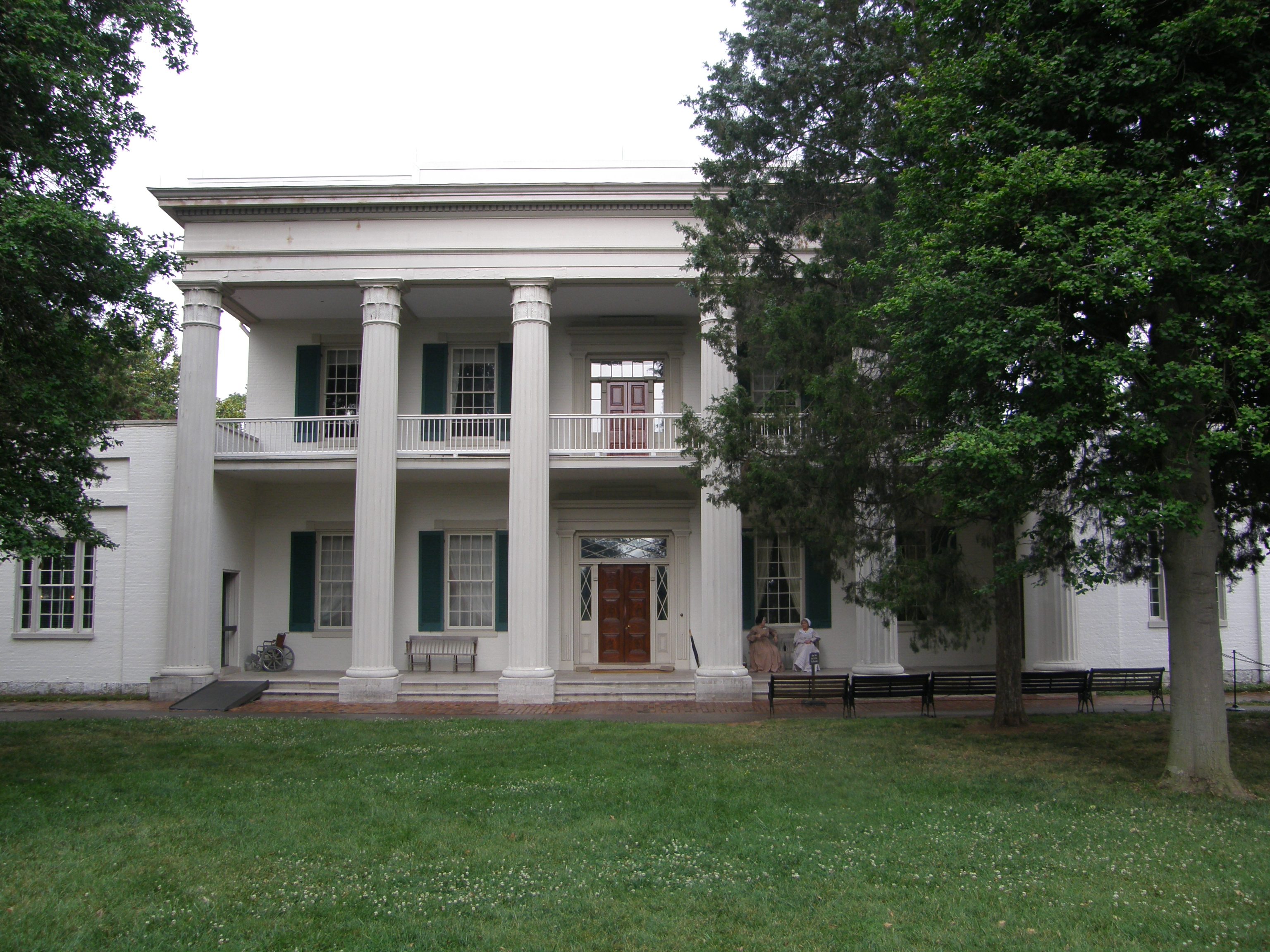
Huvudbyggnaden på "Hermitaget", Andrew Jacksons plantage nära Nashville, som det ser ut idag (2007).

Andrew Jackson, född 15 mars 1767, död 8 juni 1845, var en amerikansk general, advokat och politiker. Han var USA:s 7:e president och satt mellan åren 1829 och 1837. Jackson tillhörde den "demokratiska" falangen av det gamla republikanska partiet som efter presidentvalet 1828 formellt bildade det demokratiska partiet. Jackson brukar därmed ses som grundaren av det demokratiska partiet.
Jackson brukade kallas för Old Hickory.

## Ungdom och tidiga karriär
Andrew Jackson var postum son till en linnevävare, som efter det att han invandrat till USA från Irland blev bonde.
När han var ung sägs Jackson - mycket likt den unge Napoleon, som han kände stor beundran för - ständigt ha varit i slagsmål och utmanat andra pojkar. Han var misstänksam, grälsjuk och hyste ofta agg mot andra. Han kände också en stark rättskänsla, intuitiv lojalitet och hade en naturlig ledarutstrålning.
Under amerikanska frihetskriget slöt sig den trettonårige Jackson till South Carolinas hemvärn och tillfångatogs 1781 av britterna. Efter kriget studerade han juridik i Salisbury. 1788 blev han advokat i nordvästra delen av North Carolina (nuvarande Tennessee), där han utmärkte sig genom att skicka lagöverträdare och gäldenärer i fängelse. Senare samma år fick han en plats i representanthuset, vann stor popularitet och invaldes i senaten vid 30 års ålder. Han avgick dock nästan omedelbart, återvände till Tennessee och blev vald till distriktsdomare för en period på 6 år. Under hela sitt liv, vid sidan av sitt juridiska, militära och politiska arbete, var Jackson plantageägare och byggde med hjälp av sin hustru Rachel, vilken var den som hade det verkliga ansvaret under Jacksons långa frånvaroperioder, upp "Hermitaget" till en framgångsrik produktionsenhet med bomullsrenseri och whiskybränneri samt 150 slavar som tvångsarbetskraft.
Andrew Jackson Jr. var hustruns brorson som Jackson adopterade.

## Militär karriär

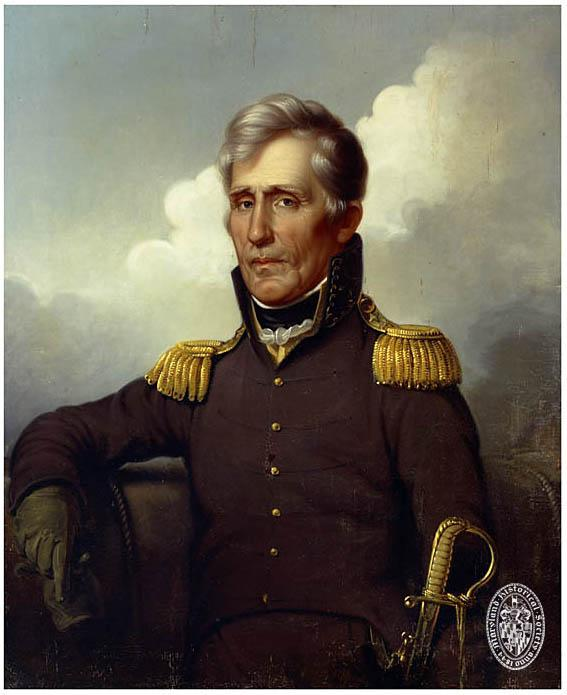
Andrew Jackson 1819.

År 1802 valdes Andrew Jackson till generalmajor vid Tennessees nationalgarde trots att hans enda militära erfarenhet var att ha blivit tillfångatagen av britterna som tonåring. Under 1812 års krig vägrade regeringen i Washington, D.C. först att använda sig av Tennessees trupper, därför att Jackson tillhörde den politiska motståndarsidan. När Red Sticks, en fraktion bland creekindianerna, ställde sig på britternas sida bröt ett blodigt krig ut mellan dem och staten Tennessee där bägge sidor förde ett våldsamt utrotningskrig riktat lika mycket mot kvinnor och barn som mot beväpnade män. Jackson ledde de trupper som besegrade Red Sticks i slaget vid Horseshoe Bend 1814, där även Red Sticks ledare "Red Eagle" (William Weatherford) kapitulerade. Som belöning blev Jackson utnämnd till generalmajor i USA:s armé och fick ett federalt uppdrag att förhandla fram ett fredsfördrag med creekerna. Genom fördraget i Fort Jackson tvingades creekerna avstå 20 procent av Georgia och 60 procent av Alabama vilket gjorde Jackson till hjälte i de södra och västra staterna.
1812 års krig hade inte varit någon framgång för USA, trots att det var de som förklarade krig mot Storbritannien. Invasionen av Kanada hade misslyckats och som hämnd för den förödelse som åstadkommits i Toronto, hade engelsmännen bränt upp både Vita huset och Kapitolium samt alla andra offentliga byggnader i Washington D.C. Presidenten och kongressen flydde hals över huvud. Senare flyttades det brittiska intresset till Mexikanska golfen. Jackson blev militärbefälhavare med ansvar för kustens försvar. De brittiska trupperna landsteg utanför New Orleans, men i slaget vid New Orleans 1815 led de ett blodigt nederlag mot de amerikanska trupperna under Jackson. Engelsmännen förlorade 2 000 soldater, medan amerikanerna endast hade 13 stupade. Den överväldigande segern återupprättade den amerikanska nationaläran och Jackson blev nationens nya hjälte.
Jackson och hans enheter stationerades i gränsregionen mellan Alabama och Georgia. De hade uppgiften att försvara regionen mot seminoler. Året 1818 invaderade armén under hans ledning Florida och den spanska besittningen överlämnades i Floridaköpet.

## President
Andrew Jackson deltog som en av tio kandidater i presidentvalet 1824. Det stora antalet kandidater gjorde att ingen fick majoritet i elektorskollegiet och John Quincy Adams valdes av representanthuset till president, trots att Jackson hade fått flest elektorsröster. Jackson gjorde ett nytt försök i presidentvalet 1828 och vann då presidentvalet och tillträdde som USA:s president den 4 mars 1829.
Jacksons tid som president kännetecknades av bittra partipolitiska stridigheter. Ur hans politiska falang inom det gamla republikanska partiet växte det demokratiska partiet fram och bildades formellt efter Jacksons valseger 1828. Under valkampanjen i presidentvalet 1828 kallades han "Jackass" av sina politiska motståndare, hånades och liknades vid en åsna, varför åsnan senare kom att bli symbolen för det demokratiska partiet.
Jackson grundade det så kallade spoilsystemet (partibelöningar i form av ämbeten och liknande), och var stark motståndare till industrialisering och penningmakt. Jackson var en nationalist som betraktade Förenta Staterna som en nationalstat, inte en union av likaberättigade stater, och drev en hård nationell politik mot sydstatsseparatister (bland annat vicepresident John C. Calhoun).
Jackson ställde inte upp i presidentvalet 1836.

## Politiska stridsfrågor

### Tårarnas väg
En av Jacksons mest omdebatterade insatser som president var hans godkännande av Indian Removal Act, vilken möjliggjorde tvångsförvisning av nordamerikanska urbefolkningar ut ur USA genom att deras mark tvångsinlöstes och de tvingades att lämna USA:s territorium under vapenhot. Genomdrivandet ledde i praktiken till att tusentals av den nordamerikanska urbefolkningen dog längs den så kallade tårarnas väg. USA:s högsta domstol fäste inget avseende vid överklagandet. Omkring 4 000 cherokeser dog under tvångsförflyttningen västerut som dock verkställdes först av Jacksons efterträdare Martin Van Buren. Sammanlagt tvångsförflyttades cirka 45 000 amerikaner under Jacksons tid som president.

### Kampen mot centralbanken
USA:s andra centralbank (The Second Bank of the United States) instiftades 1816 och Andrew Jackson var en häftig kritiker av detta system. Hans kampanjslogan i presidentvalet 1828 var "Jackson and no bank". Jackson menade att centralbanken koncentrerade nationens finansiella styrka i en enda institution, att det gjorde de rika rikare, att det gav makten till bankirer istället för kongressen och folket, att landet blev styrt utifrån och att det gynnade de nordöstra staterna på de södra och västra staternas bekostnad.

### Tullstriden ("the Nullification Crisis")
En tredje stor kontrovers under Jacksons presidentskap var tullfrågan. Striden stod mellan sydstaterna vars ekonomi i huvudsak baserades på storjordbruk, och nordstaterna där ekonomin var mer diversifierad med fabriker med mera. Sydstaterna menade att tullarna på import från Europa missgynnade dem och enbart gynnade Nord.

## Eftermäle
Sedan 1929 återfinns Jackson avbildad på den amerikanska tjugodollarsedeln. Armébasen Fort Jackson i South Carolina är uppkallad efter den sjunde presidenten.